# Elena Aprile
Elena Aprile (Milão, 12 de março de 1954) é uma física italiana. É professora da Universidade Columbia.
Aprile estudou física na Universidade de Nápoles Federico II, com formatura em 1978, obtendo um doutorado em na Universidade de Genebra, orientada por Roger Hess. De 1983 a 1985 foi pós-doutoranda na Universidade Harvard, pesquisando com Carlo Rubbia. Em 1986 foi professora assistente, em 1991 professora associada e em 2003 professora na Universidade Columbia, onde é desde 2003 co-diretora do Laboratório de Astrofísica.
É fellow da American Physical Society desde 2000.

## Obras
- com A. E. Bolotnikov, A. I. Bolozdynya, T. Doke Noble Gas Detectors, Wiley 2006
- com E. Dahl, L. DeViveiros, R. Gaitskell, K. L. Giboni, J. Kwong, P. Majewski, K. Ni, T. Shutt, M. Yamashita Simultaneous Measurement of Ionization and Scintillation from Nuclear Recoils in Liquid Xenon as Target for a Dark Matter Experiment, Phys. Rev. Letters, Band 97, 2006, 081302
- Aprile et al. First Results from the XENON10 Dark Matter Experiment at the Gran Sasso National Laboratory, Physical Review Letters, Band 100, 2008, 021303
- Aprile et al. First Dark Matter Results from the XENON100 Experiment, Phys. Rev. Lett., Band 105, 2010, 131302, Arxiv
- Aprile et al. The XENON100 Dark Matter Experiment, Astroparticle Physics, 35, 2012, 573-590, Arxiv